# USS Raleigh (LPD-1)
El USS Raleigh (LPD-1) fue un LPD (landing platform dock) de la Armada de los Estados Unidos; fue el primero de los tres LPD de la clase Raleigh.

## Construcción

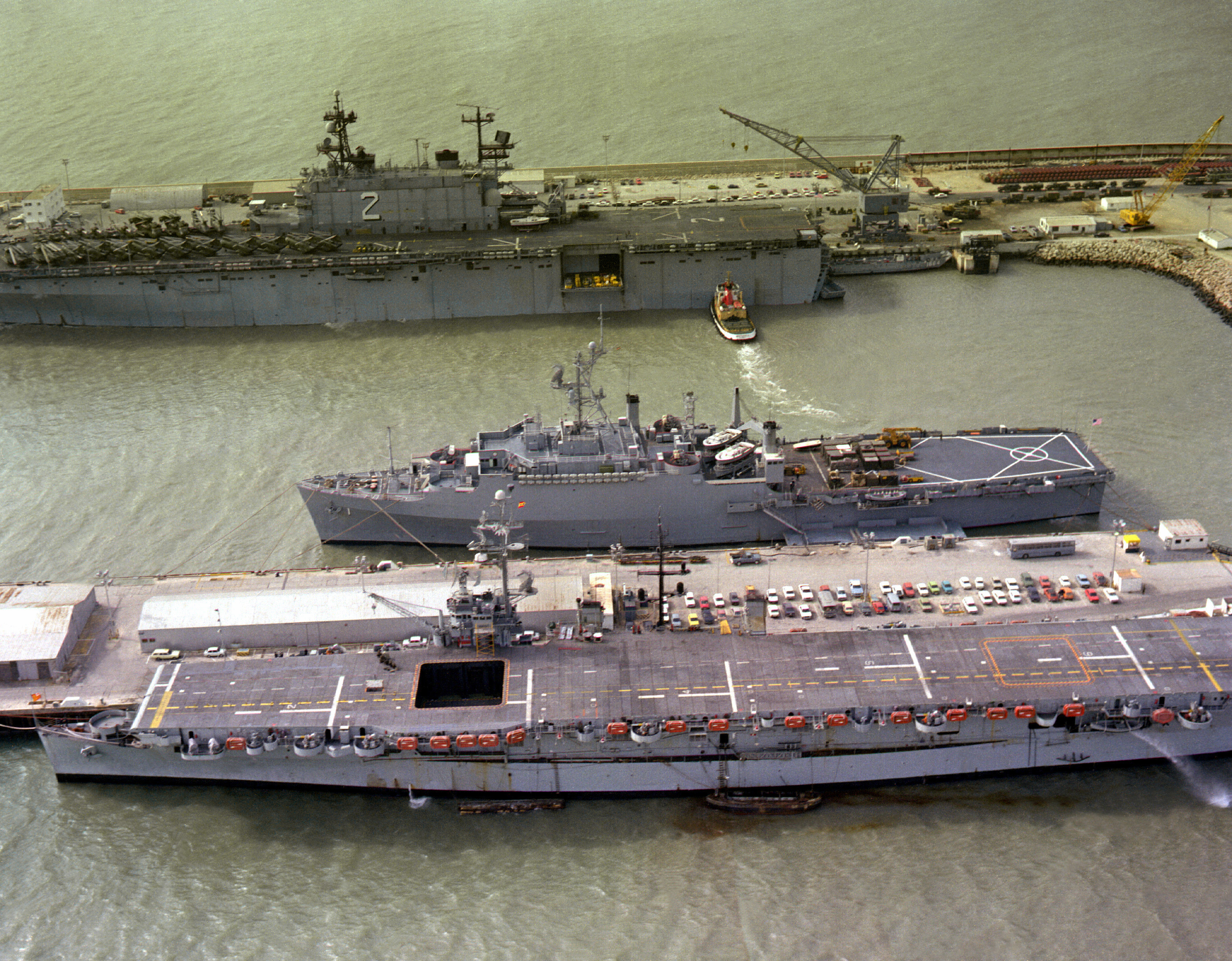
El USS Raleigh (LPD-1) amarrado en la base de Rota en febrero de 1982 junto a los buques Dédalo (R-01) y USS Saipan (LHA-2).

Su constructor fue el New York Naval Shipyard, Brooklyn (Nueva York). Fue puesta la quilla en 1960; fue botado en casco en marzo de 1962; y fue asignado en septiembre de 1962.

## Historia de servicio
Fue asignado en septiembre de 1962. Causó baja en 1992 y fue hundido como barco objetivo en el año 1994.